# Acianthera unguicallosa
Acianthera unguicallosa är en orkidéart som först beskrevs av Oakes Ames och Charles Schweinfurth, och fick sitt nu gällande namn av Rodolfo Solano Gómez. Acianthera unguicallosa ingår i släktet Acianthera och familjen orkidéer. Inga underarter finns listade i Catalogue of Life.